# Thomas Barnett (Siedler)
Thomas Barnett (* 18. Januar 1798 im Logan County, Kentucky; † 20. September 1843 im Fort Bend County, Republik Texas) war ein texanischer Siedler, Politiker und Jurist.

## Werdegang
Über die Jugendjahre von Thomas Barnett ist nichts bekannt. Vor 1821 zog er nach Livingston County (Kentucky), wo er zwei Jahre lang Sheriff war. Barnett ging dann 1823 nach Texas, was damals noch Teil von Mexiko war. Er gehörte zu den Old Three Hundred von Stephen F. Austin. Am 10. Juli 1824 erhielt er einen Titel auf ein Leuge (= 4.428,4 Acres) Land am Ostufer vom Brazos River, was heute Teil des südöstlichen Fort Bend County ist. Die Volkszählung von 1826 in der Gemeinde Austin führt auf, dass Barnett zu jener Zeit zwei Sklaven besaß. Um 1825 heiratete er die Witwe Nancy Spencer († 1863). Im April 1824 war sie mit ihrem damaligen Ehemann William S. Spencer aus Tennessee nach Texas gezogen. Beide gehörten zu den Old Three Hundred. Ihr Ehemann wurde in der Folgezeit von den Karankawa-Indianern getötet. Barnett und seine Ehefrau bekamen sechs Kinder. Am 10. Februar 1828 wurde Barnett zum Comisario vom Distrikt of Victoria im Ayuntamiento von San Felipe de Austin gewählt. Barnett wurde 1829 zum Alcalde gewählt. Er vertrat die Gemeinde Austin bei der Konsultation und wurde am 18. November 1835 als zusätzliches Mitglied in den General Council gewählt. Er war einer von drei Delegierten von der Gemeinde Austin, welche an der Konvention von 1836 in Washington teilnahmen, wo er die Unabhängigkeitserklärung von Texas mitunterzeichnete. Am 20. Dezember 1836 ernannte ihn Präsident Sam Houston zum Chief Justice vom Austin County. Barnett vertrat zwischen 1838 und 1840 das Fort Bend County im dritten und vierten Kongress der Republik Texas. Er verstarb 1843 bei sich zuhause in Fort Bend County und wurde dann auf dem Familienfriedhof beigesetzt, welcher 8 Meilen von Richmond entfernt lag.